# Serapicamptis tommasinii
Serapicamptis tommasinii är en orkidéart som först beskrevs av Anton Joseph Kerner, och fick sitt nu gällande namn av Julian Mark Hugh Shaw. Serapicamptis tommasinii ingår i släktet Serapicamptis och familjen orkidéer. Inga underarter finns listade i Catalogue of Life.